# Demi-crochet
Pour les articles homonymes, voir crochet.
Les demi-crochets ou anglets sont des signes de ponctuation dérivés des crochets ‹ [ ] ›.
Le demi-crochet supérieur gauche ‹ ⸢ › et le demi-crochet inférieur gauche ‹ ⸤ › sont les moitiés du crochet gauche ‹ [ › ; le demi-crochet supérieur droit ‹ ⸣ › et le demi-crochet inférieur droit ‹ ⸥ › sont les moitiés du crochet droit ‹ ] ›.

## Utilisations
En papyrologie, les demi-crochets inférieurs ‹ ⸤ ⸥ › sont utilisés pour la partie de texte manquante pouvant être recomposée à partir d’autres sources et les demi-crochets supérieurs ‹ ⸢ ⸣ › lorsqu’il y a plus d’une source intermittente.

## Signes similaires
Ils ne sont pas à confondre avec les signes suivants :
- les crochets de  partie entière inférieure ‹ ⌊ ⌋ › et supérieure ‹ ⌈ ⌉ › utilisés en mathématiques ;
- les coins de Quine ‹ ⌜ ⌝ ⌞ ⌟ › utilisés en logique mathématique ;
- les guillemets simple en coin ‹ 「 」 › utilisés en comme signe de ponctuation dans la ponctuation chinoise, coréenne ou japonaise.

Un signe similaire au demi-crochet supérieur droit est utilisé dans l'alphabet phonétique international, après une consonne occlusive pour marquer sa désocclusion, par exemple en indonésien tidak (« non ») se prononce [tidak̚] où le k final est quasiment inaudible.